# بارگووف کوشچیلنه
بارگووف کوشچیلنه (به لهستانی:  Bargłów Kościelny) یک روستا در لهستان است که در گمینا بارگووف کوشچیلنه واقع شده‌است.